# 西真田佳典
西真田 佳典（にしまた よしのり、1955年11月5日 - ）は、サッカー選手代理人。プロサッカー選手とクラブチーム側との交渉面を担当する。
父は徳島県サッカー協会名誉会長だった西真田英昭、弟は京都パープルサンガやヴィッセル神戸等でチーム強化部長職を務めた西真田光司。

## 略歴
徳島商業高等学校から中央大学へ進む。大学では早野宏史と同期だった。 
1997年にFIFA代理人制度試験に合格し、ライセンスを取得。 
日本人代理人の草分け的存在として活躍し、日本人で最も多くの選手、監督の契約、移籍交渉を手がけたといわれている。
また、「サッカーショップKAMO」で知られる加茂商事、及びJSP（ジャパン・スポーツ・プロモーション）の取締役を務めている。

## 代理人を務める主な選手
- 西沢明訓
- 岡野雅行
- 遠藤保仁
- シジクレイ
- 加地亮
- 我那覇和樹
- 明神智和
- 大黒将志
- 石川直宏
- 鄭大世
- 今野泰幸
- 家長昭博
- 安田理大
- 倉田秋
- 山口蛍